# Ravenea
Ravenea es un género con 17 especies de plantas con flores perteneciente a la familia  de las palmeras (Arecaceae).  Es originario de Madagascar y las Comores.

## Descripción
Son palmeras de tamaño pequeño a grande, con tallos solitarios, de color gris sólido, hinchados en la base y se adelgazando gradualmente hacia arriba. Las especies varían mucho en tamaño, con R. hildebrandtii y R. nana que sólo llegan a 4 m de altura, mientras que R. robustior y R. sambiranensis alcanzan los 30 m. La hojas son de hasta 2.5 m de largo, compuestas pinnada, erguidas al principio y luego arqueadas, cerca de la punta torcida, con numerosos foliolos acanalados y estrechos. La inflorescencia es corta, se encuentra entre las hojas, el fruto es una drupa de color rojo.

## Taxonomía
El género fue descrito por H.Wendl ex C.D.Bouche y publicado en Monatsschrift des Vereines zur Beforderung des Gartenbaues in den Koniglich Preussischen Staaten fur Gartnerei und Pflanzenkunde 21: 197, 324. 1878
Etimología
Ravenea: nombre genérico que fue nombrado por Louis Ravené.

## Especies
- Ravenea albicans (Jum.) Beentje
- Ravenea dransfieldii Beentje
- Ravenea glauca Jum. & H.Perrier
- Ravenea hildebrandti H.Wendl. ex Bouché
- Ravenea julietiae Beentje
- Ravenea krociana Beentje
- Ravenea lakatra (Jum.) Beentje
- Ravenea latisecta Jum.
- Ravenea louvelii Beentje
- Ravenea madagascariensis Becc.
- Ravenea moorei J.Dransf. & N.W.Uhl
- Ravenea musicalis Beentje
- Ravenea nana Beentje
- Ravenea rivularis Jum. & H.Perrier
- Ravenea robustior Jum. & H.Perrier
- Ravenea sambiranensis Jum. & H.Perrier
- Ravenea xerophila Jum.